# شب‌بخیر مهتاب
«مهتاب لالا» (به انگلیسی: Goodnight Moon) داستان بچه خرگوشی است که به رختخواب رفته و به آنچه در اتاق سبز بزرگش می‌بیند شب بخیر می‌گوید تا آهسته به خواب رود. آوای شعر گونه این کتاب آن را به یکی از بهترین داستان‌های زمان خواب کودکان تبدیل کرده‌است.
م.و. براون (داستان‌نویس کودکان) به دلیل مهارت کم نظیرش در بیان تجربهٔ کودکانه، همواره مورد تحسین مجامع ادبی و روانشناسی کودک بوده‌است. کتاب‌های او، از جمله «مهتاب لالا»، «بچه خرگوش فراری» و «مزرعه ی بزرگ» ادبیات کودکان در کشورهای انگلیسی زبان را متحول کرده و لحن آهنگین او، سال هاست که آرامش بخش خوانندگان و شنوندگان خود است.